# 斯坦利·普莱斯·威尔
斯坦利·普莱斯·威尔准将，[?]（1866年4月23日—1944年11月14日），澳大利亚陆军军官和公务员。第一次世界大战期间，他统领澳大利亚帝國部队第10营参与澳新军团湾登陆战以及其后的加里波利之战，之后还投身法国的波济耶尔战役和莫奎特农场战役。
1916年末，50岁的威尔申请调回澳大利亚，于次年获授杰出服务勋章，并因在波济耶尔战役和莫奎特农场战役中的表现而得到传令嘉奖。接下来，他成为南澳大利亚州首任公共服务專員。1921年，他以名誉准将军衔退役。1931年，威尔又从公共服务專員位置上退休。退休后，他向各种慈善机构和组织捐助，于1944年辞世，享年78岁。

## 早年经历
1866年4月23日，斯坦利·普莱斯·威尔在南澳大利亚州阿德莱德的诺伍德（Norwood）出生，他的父亲叫阿尔弗雷德·威尔（Alfred Weir），母亲叫苏珊娜·玛丽·威尔（Susannah Mary Weir），母亲的娘家姓叫普莱斯（Price）。阿尔弗雷德是木匠，于1839年从苏格兰阿伯丁移民刚建立两年的南澳大利亚殖民地。斯坦利先后进入摩尔学校、诺伍德公立学校，以及普尔特尼街文法学校就读。1879年，年仅13岁的他成为南澳大利亚州测量官署的办公室助理，位于阿德莱德总督府后方的托伦斯阅兵场就是在他的协助下完成测量，随后，威尔升职为文员。1890年5月14日，威尔与罗莎·沃德姆（Rosa Wadham）在诺伍德的基督教礼拜堂结婚。他继续获得提升，于1911年7月1日成为测量仓库保管员、平面图托管员和政府用车托管员。1914年9月10日，他被任命为太平绅士。

## 早年军旅生涯
1885年3月，威尔成为南澳大利亚志愿役部队阿德莱德第1步枪营的一名列兵。到了1890年，他已晋升为上士。1890年3月19日，威尔经委任而成为阿德莱德第3步枪营中尉，再于1893年5月25日晉升上尉。南非战争爆发后，他志愿加入南澳大利亚州布希曼人兵团，但军中更需要骑兵，因此他未能入选。
1903年7月1日，阿德莱德步兵营成为英联邦军隊第10步兵团，威尔成为副官。1904年1月1日，他升为少校，并獲任为步兵团的副團長。1905年，威尔获颁长期服务及良好品行奖章，再于1908年获得志愿军官獎章。1908年6月22日，威尔晋升中校，成为第10步兵团團長。1912年1月1日，他暂时停止统领部队，但只持续到7月1日实行普遍训练机制时止。威尔很快奉命出任第19步兵旅旅長，再于1913年9月9日晋升至上校军衔。

## 第一次世界大战
1914年8月12日，威尔收到第3旅旅長尤恩·辛克莱尔-麦克莱根上校（Colonel Ewen Sinclair-Maclagan）发来的电报，请他统领第10营。威尔很快就接受邀请，于8月17日成为澳大利亚帝國部队陆军中校，成为该部队的首位南澳大利亚军官。同时，他继续保留志愿役部队名譽上校军衔。

### 加里波利
威尔在墨菲特维尔赛马场集结部队并展开训练，然后随军起程，于1914年10月20日乘坐“阿斯卡尼俄斯号”（Ascanius）前往弗里曼特尔，再与第11营的6个连汇合，准备一起赶赴海外战场。这是一战期间澳大利亚首支投身海外的部队，威尔成为旅途期间的部队指挥官。1914年12月6日，部队开始从亚历山大港上岸，再乘火车前往开罗，然后在当地设立营地。澳大利亚官方战争史学家查尔斯·比恩（Charles Bean）认为，从营长角度来看，威尔的表现“多年来都略高于平均水平”。盟军决定派兵登陆加里波利半岛后，第3旅获选为澳新军团湾登陆战的掩护部队。1915年3月1日，第10营登上爱琴海北部的希腊利姆诺斯岛，在岛上经过进一步训练后，该营于1915年4月25日早上和另一个营一起成为最早登上澳新军团湾海岸的部队。
据比恩记载，登陆期间，當載著先头部队的船隊駛至離岸大約40碼（37米）的時候，威爾還向另一位同船軍官表示根據觀察四野一切平靜，但未幾鄂圖曼部隊就开始朝登陆军开火。威尔和侦察排一起登陆，并敦促部下和第9营的战友们立即开始攀爬峭壁，抢占可以俯视海滩的位置。威尔和第10营连及连的弟兄们一起爬上一处制高点，这里之后以“普拉格高原”（Plugge's Plateau）之名为人熟知。登陆开始后，激烈的战斗接踵而至，威尔率领的第10营在5天内死伤人数就达到一半。澳大利亚和新西兰部队率先从澳新军团湾上岸，但随后就受到奥斯曼帝国防守兵力的强烈狙击，最终控制的主要是海滩周围一系列山脊内的小范围滩头阵地。威尔是第3旅唯一前进至第1道山脊的指挥官，这道山脊之后被称为“威尔山脊”。
战事进入僵局后，威尔在战役早期继续统领第10营，直至8月25日被任命为代理准将，成为第3旅旅長。9月11日，病倒的威尔被迫撤至马耳他，进入当地医院接受治疗。之后，他被送到英国，在这里疗养到1916年1月，再经任命担任位于韦茅斯的澳大利亚加强营军校校长。

### 西方战线
返回埃及时，威尔尚未完全康复，他于1916年3月4日回到第10营。之前他离开后，第10营在战役接下来的时间里持续战斗，直至1915年12月才和其他盟军部队一起撤离，之后再回到埃及。1916年中期，澳大利亚帝國部队大部分兵力转战西方战线，威尔于1916年7至8月率领第10营投身波济耶尔战役和莫奎特农场战役。波济耶尔战役期间，第10营在4天内的伤亡人数就达到350，而威尔正是澳大利亚陆军第1师中，唯一一位在戰役打響前就隸屬該師的營長，这时他正好50岁。8月23日，莫奎特农场战役刚刚结束，威尔马上就再度被任命为第3旅代理旅長。但由于过分劳累，他不得不在1916年9月7日请求休假。部队同意请求，安排他于1916年9月23日返回澳大利亚，他在澳大利亚帝國部队的任命于同年12月14日中止。比恩在澳大利亚官方战争史中指出，威尔虽然年势已高，但还是“亲自带领自己的营深入前线，并且首场战役期间自始至终都在指挥，留在战场上的时间比其他几乎所有已经离开原属部队的高级军官都要久”。

## 战后服役经历
离开澳大利亚帝國部队后，威尔回到澳大利亚陆军预备役部队（当时叫公民部隊）继续服役。1917年，他获颁杰出服务勋章和俄罗斯帝国二级带剑圣安娜勋章，并因在波济耶尔战役和莫奎特农场战役中的表现获传令嘉奖。1917至1920年，他是澳大利亚总督罗纳德·弗格森·蒙罗爵士閣下（The Rt Hon Sir Ronald Craufurd Munro Ferguson）的侍从官。1921年3月，威尔以名誉准将军衔从公民军事部隊退役，是历史上第2位获得准将军衔的南澳大利亚籍军官，他统领的最后一支部队是第20步兵旅。1921年3月31日，曾担任第10营上校多年的威尔经任命成为该营名誉上校。

## 晚年经历

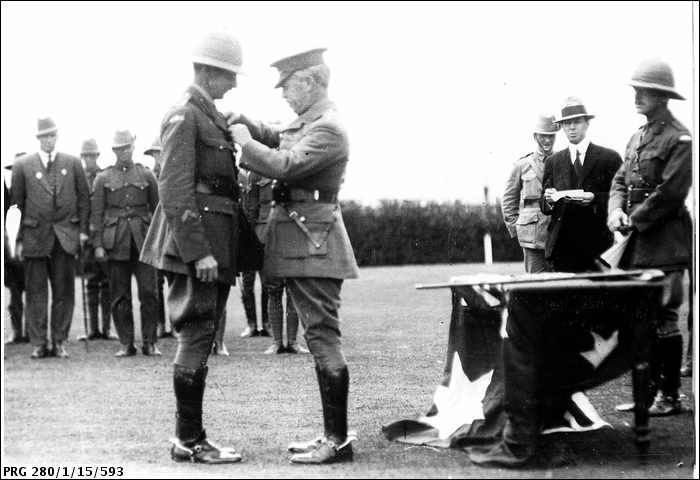
1919年1月15日，南澳大利亚州总督亨利·莱昂内尔·高威爵士中校在凯瑟克兵营授予威尔（左侧受勋者）杰出服务勋章。

回归平民生活的威尔有两项显而易见的优势。首先，他回国的时间比其他大部分军人都要早得多；其次，南澳大利亚州这时已开始实施政策，优先安排返乡军人进入政府部门工作。威尔因此于1916年成为南澳大利亚州首任公共服务專員。但是，威尔并不适合这份工作，对资深公务员和政治家的个人竞争及政治议程感到无所是从，很快就只能做壁上观。1925年，立法的变动让政府替换威尔成为可能，他在1930年卸任。1931年退休前的一年半裡，威尔还是中央卫生委员会和公共救济委员会主席，对后一份职务更为擅长。
1923年6月8日，长年健康状况不佳的罗莎撒手人寰。威尔于1926年续弦娶了莉迪亚·玛丽亚·施拉贝尔（Lydia Maria Schrapel）。退休后，威尔积极参与各种宗教、慈善和福利组织及活动，贡献自己的力量。这些组织包括诺伍德和梅兰基督教会、仁者和陌生人之友协会、基督教青年会及其分支我们的孩子学会、共济会馆和振作协会。他还多次担任英联邦俱乐部、基督教会联盟、振作协会，以及歸國軍人聯盟圣彼得斯分会主席。
第10营军人塞西尔·洛克（Cecil Lock）以《正在战斗的第10营：1914至1919年澳大利亚帝國部队第10营南澳大利亚州百年纪念》（The Fighting 10th: A South Australian Centenary Souvenir of the 10th Battalion, AIF 1914–1919）为题记叙该营历史，威尔为之写下前言，该书于1936年出版。1943年，威尔在从维克多港一处我们的孩子学会营地返回时遭遇车祸，身受重伤。据信正是因为这次伤势太过严重，导致他在1944年11月14日与世长辞。他留下的家人包括遗孀莉迪亚、与罗莎所生的儿子莱昂内尔（Lionel）和女儿贝丽尔（Beryl）。他的弟弟哈里森·威尔（Harrison Weir）是州政府印務局監督。威尔的遗骨下葬在故乡阿德莱德的西臺公墓。

## 榮譽

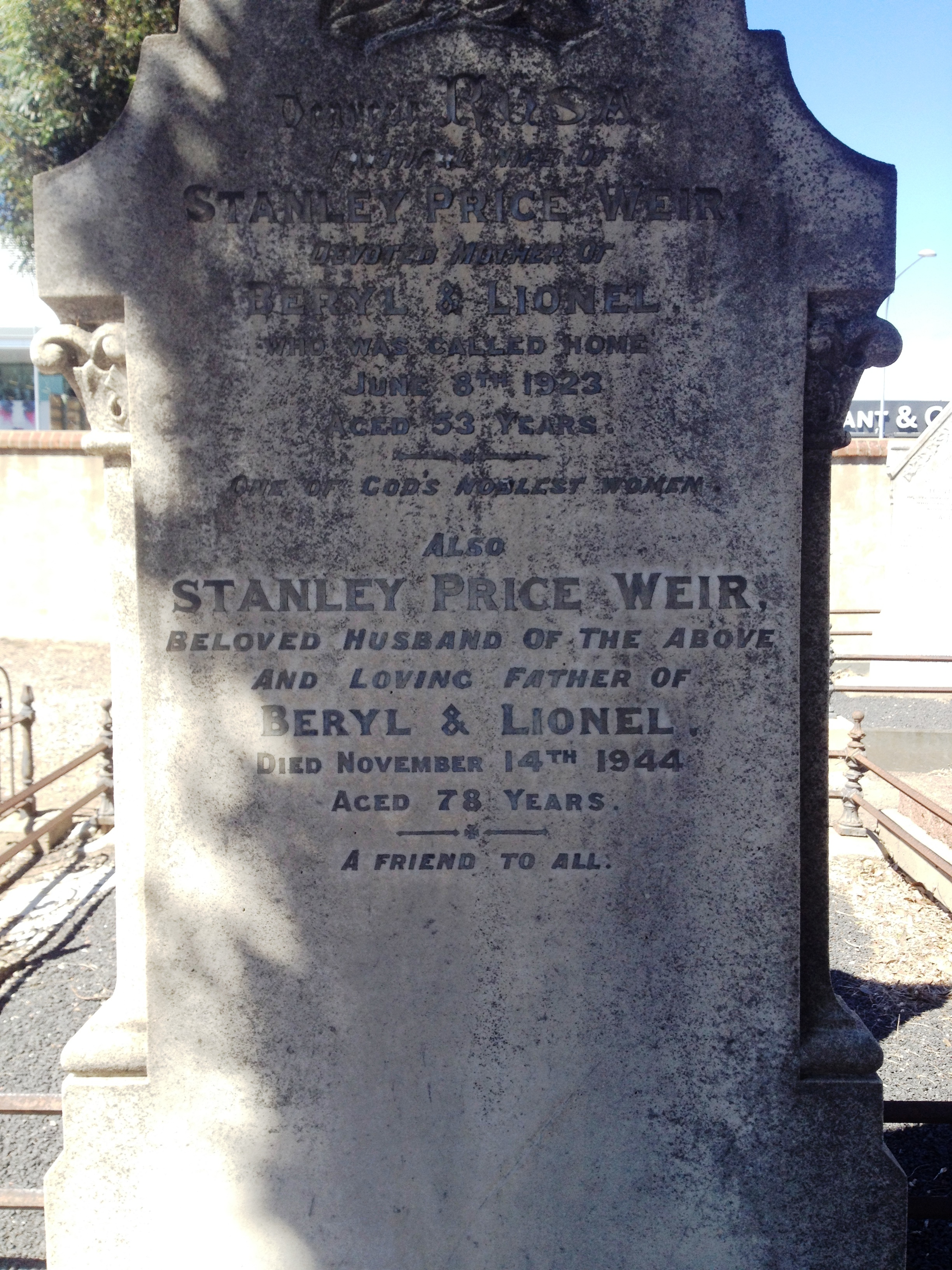
威尔的墓位于南澳大利亚州阿德莱德的西臺公墓

- 威尔曾获得以下荣誉和嘉奖：^ 
  - 长期服务及良好品行奖章（1905年）[3]
  - 志愿军官獎章（V.D.）（1908年4月11日）[3]
  - 南澳大利亞太平紳士（J.P.）（1914年9月10日）[3]
  - 杰出服务勋章（D.S.O.）（1917年1月1日）[18]
  - 传令嘉奖（1917年1月4日）[18]
  - 二级带剑圣安娜勋章（1917年2月15日）[18]
  - 英王乔治五世银禧奖章（1935年5月6日）[3]

## 晋升
威尔的军旅生涯于1885年3月开始，当时他还只是列兵。他很快晋升为上士，再于1890年获任命为军官。36年间，他从列兵一直晋升到准将军衔，这期间的每次晋升如下：
- 中尉（1890年3月19日）
- 上尉（1893年5月25日）
- 少校（1904年1月1日）
- 中校（1908年6月22日）
- 上校（1913年9月9日）
- 陆军中校（澳大利亚帝國部队，1914年8月17日）
- 准将（名誉将衔，1921年3月17日）

## 脚注
1. ↑  Lock 1936，第145頁.
2. ↑  Lock 1936，第145–146頁.
3. 1 2 3 4 5 6 7 8 9  Lock 1936，第153頁.
4. 1 2 3  Lock 1936，第146頁.
5. ↑  Lock 1936，第146–147頁.
6. ↑  Lock 1936，第147頁.
7. ↑  Lock 1936，第37頁.
8. 1 2  Bean 1942，第135頁.
9. ↑  Lock 1936，第148頁.
10. ↑  Bean 1942，第250–252頁.
11. 1 2  Lock 1936，第148–149頁.
12. ↑  Bean 1942，第262–263頁.
13. 1 2 3 4 5 6 7 8 9  Hicks & Raftery 1990.
14. 1 2 3  Lock 1936，第150頁.
15. ↑  Kearney 2005，第154頁.
16. ↑  Stevenson 2013，第160頁.
17. ↑  Lock 1936，第150–151頁.
18. 1 2 3 4 5  Australian War Memorial 2014.
19. ↑  Lock 1936，第151頁.
20. 1 2 3  The Advertiser 1944，第4頁.
21. ↑  Lock 1936，第1–3頁.
22. ↑  Lock 1936，第146–146, 153頁.